# Papua Nuova Guinea ai Giochi della XXXIII Olimpiade
La Papua Nuova Guinea ha partecipato ai Giochi della XXXIII Olimpiade, svoltisi a Parigi dal 26 luglio all'11 agosto 2024, con una delegazione di 7 atleti, 5 uomini e 2 donne in 5 discipline.
I portabandiera alla cerimonia di apertura dei Giochi della XXXIII Olimpiade sono stati Gibson Mara e Georgia-Leigh Vele.

## Delegazione
| Sport             | Uomini | Donne | Totale |
| ----------------- | ------ | ----- | ------ |
| Atletica leggera  | 0      | 1     | 1      |
| Nuoto             | 1      | 1     | 2      |
| Pugilato          | 1      | 0     | 1      |
| Sollevamento pesi | 1      | 0     | 1      |
| Taekwondo         | 2      | 0     | 2      |
| Totale            | 5      | 2     | 7      |

## Risultati

### Atletica leggera
| Q | Qualificato al turno successivo per la posizione in qualificazione                                                           |
| q | Qualificato per il turno successivo per ripescaggio o, negli eventi su campo, conquistando la misura minima per qualificarsi |

Eventi su pista e strada
Femminile
| Atleta     | Evento | Preliminari | Preliminari | Batterie  | Batterie  | Semifinale      | Semifinale      | Finale          | Finale          |
| Atleta     | Evento | Risultato   | Posizione   | Risultato | Posizione | Risultato       | Posizione       | Risultato       | Posizione       |
| ---------- | ------ | ----------- | ----------- | --------- | --------- | --------------- | --------------- | --------------- | --------------- |
| Leonie Beu | 100 m  | 11"63       | 3ª Q        | 11"73     | 8ª        | non qualificata | non qualificata | non qualificata | non qualificata |

### Nuoto

#### Maschile
| Atleta      | Evento             | Batterie | Batterie | Semifinali      | Semifinali      | Finale          | Finale          |
| Atleta      | Evento             | Tempo    | Pos.     | Tempo           | Pos.            | Tempo           | Pos.            |
| ----------- | ------------------ | -------- | -------- | --------------- | --------------- | --------------- | --------------- |
| Josh Tarere | 100 m stile libero | 53"85    | 72º      | non qualificato | non qualificato | non qualificato | non qualificato |

#### Femminile
| Atleta             | Evento            | Batterie | Batterie | Semifinali      | Semifinali      | Finale          | Finale          |
| Atleta             | Evento            | Tempo    | Pos.     | Tempo           | Pos.            | Tempo           | Pos.            |
| ------------------ | ----------------- | -------- | -------- | --------------- | --------------- | --------------- | --------------- |
| Georgia-Leigh Vele | 50 m stile libero | 27"61    | 44ª      | non qualificata | non qualificata | non qualificata | non qualificata |

### Pugilato
Maschile
| Atleta   | Evento                  | Sedicesimi               | Ottavi di finale     | Quarti di finale     | Semifinali           | Finale               | Pos.            |
| Atleta   | Evento                  | Avversario Risultato     | Avversario Risultato | Avversario Risultato | Avversario Risultato | Avversario Risultato | Pos.            |
| -------- | ----------------------- | ------------------------ | -------------------- | -------------------- | -------------------- | -------------------- | --------------- |
| John Ume | Pesi leggeri (-63,5 kg) | E. Álvarez (CUB) P (RSC) | non qualificato      | non qualificato      | non qualificato      | non qualificato      | non qualificato |

### Sollevamento pesi
Femminile
| Atleta     | Evento | Strappo   | Strappo    | Slancio   | Slancio    | Totale | Classifica |
| Atleta     | Evento | Risultato | Classifica | Risultato | Classifica | Totale | Classifica |
| ---------- | ------ | --------- | ---------- | --------- | ---------- | ------ | ---------- |
| Morea Baru | –61 kg | 118 kg    | 7º         | 161 kg    | 5º         | 279 kg | 5º         |

### Taekwondo
Maschile
| Atleta        | Evento | Ottavi                          | Quarti                  | Semifinale           | Ripescaggio Turno 1  | Ripescaggio Turno 2  | Finale               | Classifica      |
| Atleta        | Evento | Avversario Risultato            | Avversario Risultato    | Avversario Risultato | Avversario Risultato | Avversario Risultato | Avversario Risultato | Classifica      |
| ------------- | ------ | ------------------------------- | ----------------------- | -------------------- | -------------------- | -------------------- | -------------------- | --------------- |
| Kevin Kassman | −68 kg | Bye                             | B. Sinden (GBR) P (0-2) | non qualificato      | non qualificato      | non qualificato      | non qualificato      | non qualificato |
| Gibson Mara   | +80 kg | K. Mehdipournejad (EOR) P (1-2) | non qualificato         | non qualificato      | non qualificato      | non qualificato      | non qualificato      | non qualificato |